# F-1 Trillion
F-1 Trillion è il sesto album in studio del cantante statunitense Post Malone, pubblicato il 16 agosto 2024 dalla Republic Records e Mercury Records.
L'album rappresenta il primo esperimento country dell'artista e contiene collaborazioni con altri artisti della scena, quali Morgan Wallen, Blake Shelton, Luke Combs e Chris Stapleton. L'album rappresenta il prosieguo artistico del precedente sforzo discografico dell'autore, Austin (2023).
F-1 Trillion è stato anticipato dalla pubblicazione dei singoli I Had Some Help, che vede la collaborazione del cantante country statunitense Morgan Wallen, e Pour Me a Drink, al quale ha partecipato Blake Shelton.

## Antefatti e descrizione
Nel giugno 2022, durante un'intervista al The Howard Stern Show, Post Malone, in risposta alla domanda circa la possibilità di pubblicare in futuro un album country, dichiarando: «Ad essere onesto non c'è nulla che possa fermarmi dal prendere una videocamera o dall'allestire uno studio di registrazione nello Utah e mettermi a registrare un album country e caricarlo su YouTube. Mi è concesso di fare ciò. Sono un essere umano».
Il primo approccio alla musica country inizia nel 2023, quando Malone collabora a una ri-registrazione di Pickup Man di Joe Diffie, facendo il suo esordio per la prima volta la classifica Billboard Hot Country Songs al 34º posto. Nell'aprile del 2024 collabora all'album country Cowboy Carter di Beyoncé duettando in Levi's Jeans, raggiungendo il 5° posto nella classifica Hot Country Songs.

L'album vede la collaborazione vocale e nella scrittura dei brani di numerosi artisti appartenenti al genere country, tra cui Dolly Parton, Tim McGraw, Morgan Wallen, Blake Shelton, Luke Combs e Chris Stapleton, mentre la produzione dell'album è stata realizzata da Louis Bell, Ryan Vojtesak e Hoskins. In un'intervista rilasciata a Apple Music Malone ha raccontato il processo di composizione e produzione dell'album:

## Promozione
Il 10 maggio 2024 viene pubblicato il primo singolo dell'album, intitolato I Had Some Help, un brano che vede la collaborazione del cantante country statunitense Morgan Wallen. A livello commerciale la canzone è stata un immediato successo, esordendo alla prima posizione della Billboard Hot 100 e raggiungendo la prima posizione in altre classifiche mondiali, tra cui Australia, Canada e Irlanda.
Il 18 giugno, tramite il suo account Instagram, annuncia che il suo sesto album si intitolerà F-1 Trillion previsto per il 16 agosto successivo. Tre giorni dopo viene pubblicato come secondo estratto il brano Pour Me a Drink, il quale vede la collaborazione del cantante country statunitense Blake Shelton.
Il 22 luglio, attraverso i suoi canali social, Post Malone pubblica un video, presumibilmente un dietro le quinte del video musicale, in cui annuncia la pubblicazione di Guy for That come terzo estratto dall'album. Il brano, che sarà pubblicato il 26 luglio seguente, vede la partecipazione del cantante country statunitense Luke Combs.

## Tracce
1. Wrong Ones (feat. Tim McGraw) – 3:15 (Austin Post, Louis Bell, Ryan Vojtesak, Luke Combs, Ernest Keith Smith, James McNair)
2. Finner Things (feat. Hank Williams Jr.) – 3:05 (Austin Post, Louis Bell, Ryan Vojtesak, Luke Combs, Ernest Keith Smith, James McNair, Josh Thompson)
3. I Had Some Help (feat. Morgan Wallen) – 2:58 (Austin Post, Morgan Wallen, Louis Bell, Ryan Vojtesak, Jonathan Hoskins, Ernest Keith Smith, Ashley Gorley, Chandler Paul Walters)
4. Pour Me a Drink (feat. Blake Shelton) – 3:15 (Austin Post, Louis Bell, Ryan Vojtesak, John Byron, Rocky Block, Jordan Dozzi)
5. Have The Heart (feat. Dolly Parton) – 3:03 (Austin Post, Louis Bell, Ryan Vojtesak, Ashley Gorley, Lainey Wilson, Bradley Paisley)
6. What Don't Belong To Me – 3:27 (Austin Post, Louis Bell, Ryan Vojtesak, Ashley Gorley, Ernest Keith Smith, James Maddocks)
7. Goes Without Saying (feat. Brad Paisley) – 3:32 (Austin Post, Louis Bell, Ryan Vojtesak, Ashley Gorley, Chase McGill, Joe Reeves, Josh Thompson)
8. Guy for That (feat. Luke Combs) – 2:44 (Austin Post, Luke Combs, Louis Bell, Ryan Vojtesak, Jonathan Hoskins, Ernest Keith Smith, James McNair)
9. Nosedive (feat. Lainey Wilson) – 3:12 (Austin Post, Louis Bell, Ryan Vojtesak, Luke Combs, Ernest Keith Smith, James McNair, Billy Walsh)
10. Losers (feat. Jelly Roll) – 3:29 (Austin Post, Louis Bell, Ryan Vojtesak, Ernest Keith Smith, Ashley Gorley, Chandler Walters, Joe Reeves)
11. Devil I've Been (feat. ERNEST) – 3:02 (Austin Post, Louis Bell, Ryan Vojtesak, Ernest Keith Smith, Jonathan Hoskins, Chandler Walters)
12. Never Love You Again (feat. Sierra Ferrell) – 3:06 (Austin Post, Louis Bell, Ryan Vojtesak, Chris Tompkins, Rhett Akins)
13. Missin' You Like This (feat. Luke Combs) – 3:42 (Austin Post, Louis Bell, Ryan Vojtesak, Luke Combs, Michael Hardy, Ashley Gorley, James McNair)
14. California Sober (feat. Chris Stapleton) – 3:24 (Austin Post, Louis Bell, Ryan Vojtesak, Christopher Stapleton, Mark Holman)
15. Hide My Gun (feat. Hardy) – 3:40 (Austin Post, Louis Bell, Ryan Vojtesak, Michael Wilson Hardy, Ernest Keith Smith, Alexander Izquierdo, Billy Walsh)
16. Right About You – 3:03 (Austin Post, Louis Bell, Ryan Vojtesak, Ernest Keith Smith, Billy Walsh)
17. M-E-X-I-C-O (feat. Billy Strings) – 2:35 (Austin Post, Louis Bell, Ryan Vojtesak, Chase McGill)
18. Yours – 3:19 (Austin Post, Louis Bell, Ryan Vojtesak, Ashley Gorley, Taylor Philips)

## Classifiche
| Classifica (2024) | Posizione massima |
| ----------------- | ----------------- |
| Australia         | 2                 |
| Belgio (Fiandre)  | 4                 |
| Belgio (Vallonia) | 15                |
| Canada            | 1                 |
| Finlandia         | 19                |
| Germania          | 5                 |
| Irlanda           | 5                 |
| Italia            | 24                |
| Lituania          | 43                |
| Norvegia          | 1                 |
| Nuova Zelanda     | 1                 |
| Paesi Bassi       | 1                 |
| Polonia           | 33                |
| Regno Unito       | 1                 |
| Stati Uniti       | 1                 |
| Svizzera          | 2                 |